# MSH2
MSH2（mutS homolog 2）は、ヒトでは2番染色体に位置するMSH2遺伝子にコードされるタンパク質である。MSH2はがん抑制遺伝子であり、より具体的にはDNAミスマッチ修復（MMR）タンパク質MSH2をコードするケアテイカー遺伝子である。MSH2はMSH6とヘテロ二量体を形成し、MutSαミスマッチ修復複合体を形成する。MSH2はMSH3とも二量体化し、MutSβ DNA修復複合体を形成する。MSH2は、転写共役修復、相同組換え、塩基除去修復など、多くの異なる様式のDNA修復機構に関与している。
MSH2遺伝子の変異はマイクロサテライト不安定性、そして一部のがん、特に遺伝性非ポリポーシス大腸癌（HNPCC）と関係している。この遺伝子には、疾患の原因となる変異が少なくとも114種類発見されている。

## 臨床的意義
遺伝性非ポリポーシス大腸癌（HNPCC）はリンチ症候群とも呼ばれる疾患であり、常染色体優性遺伝、すなわち変異遺伝子を1コピー遺伝することで疾患表現型が引き起こされる疾患である。MSH2遺伝子変異はこの疾患と関係した遺伝的変化の約40%を占め、MLH1遺伝子の変異と共にこの疾患の主要な原因となっている。HNPCCと関係した変異はMSH2の全てのドメインに広く分布しており、MutSαの結晶構造から推定されるこれらの変異の機能は、タンパク質間相互作用、安定性、アロステリック調節、MSH2-MSH6間相互作用、DNA結合への影響など多岐にわたる。MSH2や他のミスマッチ修復遺伝子の変異の結果、DNA損傷は未修復のままとなり、変異頻度の上昇が引き起こされる。こうした変異はDNAが適切に修復されていれば生じることがなかったものであり、生涯にわたって蓄積される。

## マイクロサテライト不安定性
MSH2を含むMMR遺伝子が適切に機能しているかどうかは、マイクロサテライト不安定性解析によって追跡することができる。マイクロサテライト不安定性検査は、ミスマッチ修復系が機能していない場合には複製が極めて困難な短い反復配列を解析するバイオマーカー検査である。こうした配列は集団内で多様性がみられるため、その実際のコピー数は問題とならず、ただその患者が保有するコピー数が組織間や経時的に一定であることが重要である。DNA複製複合体がこうした配列でエラーを起こしやすいためにマイクロサテライト不安定性は生じ、ミスマッチ修復遺伝子の機能によって修復を行う必要がある。ミスマッチ修復遺伝子が機能していない場合、こうした配列には経時的に重複や欠失が蓄積し、同じ患者内でコピー数の変化が引き起こされる。
HNPCC患者の71%はマイクロサテライト不安定性を示す。マイクロサテライト不安定性を検出する手法にはポリメラーゼ連鎖反応（PCR）や免疫組織化学（IHC）的手法があり、PCRはDNA配列を検査し、IHCはミスマッチ修復タンパク質レベルを検査するものである。現在のところ、IHCまたはPCRによるマイクロサテライト不安定性検査は、費用対効果、感度、特異性が高く、一般的に広く受け入れられている。

## ミスマッチ修復における役割
酵母からヒトまでの真核生物ではMSH2はMSH6と二量体化してMutSα複合体を形成し、この複合体は塩基のミスマッチや短い挿入/欠失ループの修復に関与している。MSH6はN末端のディスオーダードメインのために不安定であり、MSH2とのヘテロ二量体化によって安定化される。MSH2は核局在配列を持たないため、MSH2とMSH6は細胞質で二量体化し、その後ともに核へ移行すると考えられている。MutSα二量体においては、MSH6がミスマッチの認識のためにDNAと相互作用し、一方MSH2はMSH6が必要とする安定性をもたらしている。MSH2はMSH6と二量体化せずとも核へ移行することがあり、この場合にはおそらくMSH3と二量体化してMutSβ複合体を形成している。MSH2にはMutSαヘテロ二量体内でMSH6と相互作用する2つのドメインが存在し、1つはDNA相互作用ドメイン、もう1つはATPaseドメインである。
MutSα二量体は核内で二本鎖DNAをスキャンし、ミスマッチ塩基を探索する。ミスマッチ塩基が見つかった場合には、変異はATP依存的に修復される。MutSα内でMSH2はATPよりもADPを選択的に結合し、MSH6はその逆である。MutSαはMSH2がADPを結合しているときにのみDNAをスキャンし、一方MSH6にはADPとATPのいずれかが結合していることが研究から示唆されている。その後、MutSαは損傷DNAを修復するためにMLH1と結合する。
MutSβは、MSH2とMSH3との複合体である。この二量体はMutSαよりも長い挿入/欠失ループを修復する。DNAの大きな挿入や欠失によってDNA二重らせんには屈曲が生じ、MSH2/MSH3二量体はこのトポロジーを認識して修復を開始する。変異を認識する機構も異なり、MutSβはDNAの二本鎖を分離するが、MutSαは分離しない。

## 相互作用
MSH2は次に挙げる因子と相互作用することが示されている。
- ATR[21][22]
- BRCA1[23]
- CHEK2[24][25]
- EXO1[26][27][28]
- MAX（英語版）[29]
- MSH3（英語版）[17][21][30][31]
- MSH6[17][21][23][30][31]
- p53[32]

## がんにおけるMSH2のエピジェネティックな欠乏
DNA損傷はがんの主要な根本原因の1つとなっているようであり、多くの種類のがんの根底にはDNA修復遺伝子の発現の欠乏があるようである。DNA修復が不十分となると、DNA損傷は蓄積する傾向がある。こうした過剰なDNA損傷は、エラーが起こりやすい過程である損傷乗り越え合成（translesion synthesis）やマイクロホモロジー媒介末端結合による変異を増加させる可能性がある。また、DNA損傷の増加はDNA修復のエラーによるエピジェネティックな変化も増加させる可能性がある。こうした変異やエピジェネティックな変化はがんの発生につながる可能性がある。
非小細胞肺癌（NSCLC）におけるMSH2遺伝子に関する研究では、MSH2遺伝子の変異は見られない一方、NSCLCの29%ではMSH2の発現のエピジェネティックな減少が見られている。急性リンパ性白血病（ALL）では、MSH2遺伝子に変異は見られない一方で他の4つの遺伝子に変異がみられ、これらはMSH2タンパク質を不安定化する。これらの遺伝子は小児ALL患者の11%、成人患者の16%に欠陥が生じている。また、ALL患者の43%ではMSH2のプロモーターのメチル化が生じており、再発ALLの患者では86%にまで高まる。
食道癌、非小細胞肺癌、大腸癌において、MSH2遺伝子のプロモーター領域のメチル化はMSH2タンパク質の発現の欠如と相関している。これらの相関は、MSH2遺伝子のプロモーター領域のメチル化がMSH2タンパク質の発現を低下させていることを示唆している。こうしたプロモーターのメチル化はMSH2が関与する4つのDNA修復経路、すなわちDNAミスマッチ修復、転写共役修復、相同組換え、塩基除去修復を低下させると考えられる。こうした修復の低下は過剰なDNA損傷の蓄積をもたらし、発がんに寄与している可能性が高い。
いくつかのがんにおけるMSH2プロモーターのメチル化の頻度を下の表に示す。
| がん                   | MSH2プロモーターのメチル化の頻度 | 出典                        |
| 急性リンパ性白血病     | 43%                              | [ 40 ]                      |
| 再発急性リンパ性白血病 | 86%                              | [ 40 ]                      |
| 腎細胞癌               | 51–55%                           | [ 46 ] [ 47 ]               |
| 食道扁平上皮癌         | 29–48%                           | [ 41 ] [ 48 ]               |
| 頭頸部扁平上皮癌       | 27–36%                           | [ 49 ] [ 50 ] [ 51 ]        |
| 非小細胞肺癌           | 29–34%                           | [ 38 ] [ 42 ]               |
| 肝細胞癌               | 10–29%                           | [ 52 ]                      |
| 大腸癌                 | 3–24%                            | [ 43 ] [ 53 ] [ 54 ] [ 55 ] |
| 軟部肉腫               | 8%                               | [ 56 ]                      |
| ---------------------- | -------------------------------- | --------------------------- |

## 関連文献
- Jiricny J (1994). “Colon cancer and DNA repair: have mismatches met their match?”. Trends Genet. 10 (5):  164–8. doi:10.1016/0168-9525(94)90093-0. PMID 8036718.
- “MutS homologs in mammalian cells.”. Curr. Opin. Genet. Dev. 7 (1):  105–13. (1997). doi:10.1016/S0959-437X(97)80117-7. PMID 9024626.
- Lothe RA (1997). “Microsatellite instability in human solid tumors.”. Molecular Medicine Today 3 (2):  61–8. doi:10.1016/S1357-4310(96)10055-1. PMID 9060003.
- “Mutations predisposing to hereditary nonpolyposis colorectal cancer.”. Adv. Cancer Res.. Advances in Cancer Research 71:  93–119. (1997). doi:10.1016/S0065-230X(08)60097-4. ISBN 9780120066711. PMID 9111864.
- “Molecular basis of HNPCC: mutations of MMR genes.”. Hum. Mutat. 10 (2):  89–99. (1997). doi:10.1002/(SICI)1098-1004(1997)10:2<89::AID-HUMU1>3.0.CO;2-H. PMID 9259192.
- “Colorectal cancer prevention.”. Current Problems in Cancer 28 (5):  240–64. (2004). doi:10.1016/j.currproblcancer.2004.05.004. PMID 15375803.
- “The role of chemotherapy in microsatellite unstable (MSI-H) colorectal cancer.”. International Journal of Colorectal Disease 22 (7):  739–48. (2007). doi:10.1007/s00384-006-0228-0. PMID 17109103.
- “Simultaneous amplification of four DNA repair genes and beta-actin in human lymphocytes by multiplex reverse transcriptase-PCR.”. Cancer Res. 55 (21):  5025–9. (1995). PMID 7585546.
- “Differential cellular expression of the human MSH2 repair enzyme in small and large intestine.”. Cancer Res. 55 (22):  5146–50. (1995). PMID 7585562.
- “Isolation of an hMSH2-p160 heterodimer that restores DNA mismatch repair to tumor cells.”. Science 268 (5219):  1909–12. (1995). Bibcode: 1995Sci...268.1909D. doi:10.1126/science.7604264. PMID 7604264.
- “Structure of the human MSH2 locus and analysis of two Muir-Torre kindreds for msh2 mutations.”. Genomics 24 (3):  516–26. (1995). doi:10.1006/geno.1994.1661. PMID 7713503.
- “Seven new mutations in hMSH2, an HNPCC gene, identified by denaturing gradient-gel electrophoresis.”. Am. J. Hum. Genet. 56 (5):  1060–6. (1995). PMC 1801472. PMID 7726159.
- “Mutational analysis of the hMSH2 gene reveals a three base pair deletion in a family predisposed to colorectal cancer development.”. Hum. Mol. Genet. 3 (11):  2067–9. (1995). PMID 7874129.
- “Purified human MSH2 protein binds to DNA containing mismatched nucleotides.”. Cancer Res. 54 (21):  5539–42. (1994). PMID 7923193.
- “Binding of mismatched microsatellite DNA sequences by the human MSH2 protein.”. Science 266 (5189):  1403–5. (1994). Bibcode: 1994Sci...266.1403F. doi:10.1126/science.7973733. PMID 7973733.
- “hMSH2 mutations in hereditary nonpolyposis colorectal cancer kindreds.”. Cancer Res. 54 (17):  4590–4. (1994). PMID 8062247.
- “Oligo-capping: a simple method to replace the cap structure of eukaryotic mRNAs with oligoribonucleotides.”. Gene 138 (1–2):  171–4. (1994). doi:10.1016/0378-1119(94)90802-8. PMID 8125298.
- “The human mutator gene homolog MSH2 and its association with hereditary nonpolyposis colon cancer.”. Cell 77 (1):  167–169. (1994). doi:10.1016/0092-8674(94)90306-9. PMID 8156592.
- “The human mutator gene homolog MSH2 and its association with hereditary nonpolyposis colon cancer.”. Cell 75 (5):  1027–38. (1994). doi:10.1016/0092-8674(93)90546-3. PMID 8252616.